# Sporormiella affinis
Sporormiella affinis är en svampart som först beskrevs av Sacc., E. Bommer & M. Rousseau, och fick sitt nu gällande namn av S.I. Ahmed & Cain 1972. Sporormiella affinis ingår i släktet Sporormiella och familjen Sporormiaceae.   Inga underarter finns listade i Catalogue of Life.
I den svenska databasen Dyntaxa används istället namnet Preussia affinis för samma taxon.  Arten är reproducerande i Sverige.